# Coppa del Mondo di rugby a 13 1954
La Coppa del Mondo di rugby a 13 1954 è stata l'edizione inaugurale della massima competizione internazionale del rugby a 13. Nata grazie all'iniziativa originaria della Francia, che ha visto anche assegnarsi la sede, oltre ai padroni di casa vi hanno partecipato anche il Regno Unito, l'Australia e la Nuova Zelanda.
Arrivati primi a pari merito, Regno Unito e Francia si sono affrontati in una finale giocata a Parigi che ha visto prevalere i britannici 16-12.

## Fase a girone unico

### 1ª giornata
| Parigi 30 ottobre 1954 | Francia | 22 – 13 | Nuova Zelanda | Parco dei Principi (13240 spett.) |

| Lione 31 ottobre 1954 | Australia | 13 – 28 | Gran Bretagna | Stadio di Gerland (10.250 spett.) |

### 2ª giornata
| Marsiglia 7 novembre 1954 | Australia | 34 – 15 | Nuova Zelanda | Stade Vélodrome (20.000 spett.) |

| Tolosa 7 novembre 1954 | Francia | 13 – 13 | Gran Bretagna | Stadium Municipal (37.471 spett.) |

### 3ª giornata
| Nantes 11 novembre 1954 | Francia | 15 – 5 | Australia | Stade Marcel Saupin (13.000 spett.) |

| Bordeaux 11 novembre 1954 | Gran Bretagna | 26 – 6 | Nuova Zelanda | Stadio Chaban-Delmas (14.000 spett.) |

### Classifica

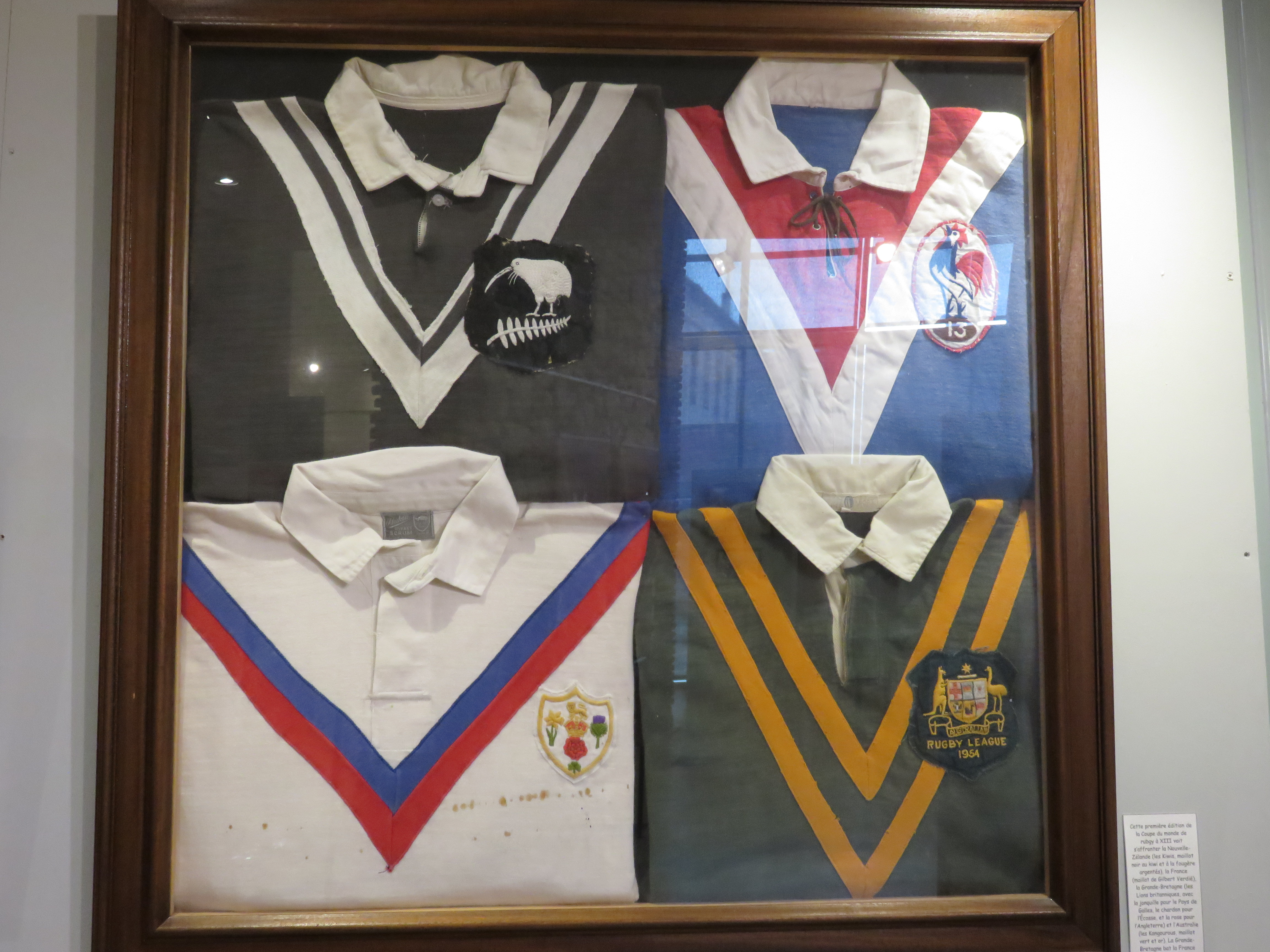
Maglie squadre nel 1954.

| Squadra       | Giocate | Vinte | Pareggiate | Perse | A favore | Contro | Differenza | Punti |
| ------------- | ------- | ----- | ---------- | ----- | -------- | ------ | ---------- | ----- |
| Gran Bretagna | 3       | 2     | 1          | 0     | 67       | 32     | +35        | 5     |
| Francia       | 3       | 2     | 1          | 0     | 50       | 31     | +19        | 5     |
| Australia     | 3       | 1     | 0          | 2     | 52       | 58     | −6         | 2     |
| Nuova Zelanda | 3       | 0     | 0          | 3     | 34       | 82     | −48        | 0     |

## Finale
| Parigi 13 novembre 1954 | Francia | 12 – 16 | Gran Bretagna | Parco dei Principi (30.368 spett.) |